# Заостровский, Фёдор Петрович
Фёдор Петро́вич Заостро́вский (1920—1997) — советский учёный, кандидат технических наук (1950), профессор (1970).
Один из основателей уральской школы специалистов по процессам и аппаратам химической технологии. Под его руководством построено несколько новых учебных корпусов Уральского политехнического института, открыт ряд новых специальностей. Подготовил 23 кандидата технических наук. Автор работ в области фильтрации, пылеулавливания, кристаллизации, теплопередачи.

## Биография
Родился 22 февраля 1920 года в крестьянской семье деревни Медиак (ныне — Сосновский район Челябинской области).
Окончив в городе Карабаше среднюю школу, в 1937 году поступил в Уральский политехнический институт, где проучился только до начала Великой Отечественной войны.
В июле 1941 года призван в РККА и направлен на учёбу в артиллерийское училище города Ирбита. По окончании училища, в декабре этого же года был направлен на фронт командиром батареи 45-мм пушек. В июле 1943 года в должности командира батареи 76-мм пушек участвовал в боях на Курской дуге. Был дважды ранен, до Берлина дошёл в должности начальника штаба минометного батальона.
Окончил Уральский политехнический институт (1947), инженер-химик-механик.
В 1947 году работал конструктором на заводе «Уралхиммаш». В 1947—1960 годах работал в Уральском политехническом институте — ассистент, доцент кафедры «Процессы и аппараты химической технологии». В 1960—1966 годах был директором Свердловского НИИ Химмаш. С 1966 по 1992 годы снова работал в УПИ — был ректором, заведовал кафедрой «Процессы и аппараты химической технологии», был профессором этой же кафедры.
Одновременно занимался общественной деятельностью — был депутатом Верховного Совета СССР 9-го созыва. Избирался членом районного, городского и областного Советов депутатов трудящихся и аналогичных комитетов КПСС.
Умер в Екатеринбурге 8 марта 1997 года. Похоронен на Широкореченском кладбище.
В память о Ф. П. Заостровском в вестибюле главного корпуса Уральского политехнического института была установлена мемориальная доска с его барельефом.

## Награды
- Награждён орденами Ленина, Октябрьской Революции (22.02.1980)[4], Отечественной войны I степени (06.11.1985[5]), Трудового Красного Знамени, Дружбы народов, Красной Звезды (24.02.1945) и медалями, среди которых медаль «За боевые заслуги» (06.03.1944), медаль «За строительство Байкало-Амурской магистрали» (1985)[6].
- Лауреат Ленинской премии (1966, за разработку метода опреснения морской воды).
- Заслуженный деятель науки и техники РСФСР (1990).